# Гречень
Гречень (рум. Greceni) — село в Кагульском районе Молдавии. Наряду с селом Бурлэчень входит в состав коммуны Бурлэчень.

## История
Между Греченью и Вулканешты произошла историческая Кагульская битва 1770 года. Русская армия под командованием П. Румянцева одержала победу над многократно превосходящими их по численности войсками турок и татар. Под Греченью находилась начальная позиция русской армии.

## География
Село расположено на высоте 110 метров над уровнем моря.

## Население
По данным переписи населения 2004 года, в селе Гречень проживает 135 человек (67 мужчин, 68 женщин).
Этнический состав села:
| Национальность | Число жителей | Процентный состав |
| -------------- | ------------- | ----------------- |
| гагаузы        | 56            | 41.48             |
| молдаване      | 49            | 36.3              |
| украинцы       | 10            | 7.41              |
| болгары        | 9             | 6.67              |
| русские        | 8             | 5.93              |
| прочие         | 3             | 2.22              |
| Всего          | 135           | 100%              |